# ROMANS
ROMANS는 2003년 8월에 결성된 일본의 헬로! 프로젝트 사상 첫 섹시 여성 아이돌 음악 그룹이다.

## 특징
- 2003년 3월 31일 ~ 9월 27일에 테레비도쿄 계열에서 방송된 심야 방송《섹시녀 학원》에서 탄생하였다.
- 섹시 유닛을 컨셉으로 하여 전원이 진한 붉은 립스틱을 발랐다.
- 로망스의 원래 철자는 ROMANCE지만 층쿠♂가 "정열적이고 서정적인 유닛이 되었으면 한다."라는 마음을 담아 '낭만 (로망) 이 넘치는 여성들'이라는 의미로 ROMAN에 복수형인 S를 붙여서 ROMANS로 명명하였다.
- 2003년 9월,《섹시녀 학원》의 방송이 종료했기 때문에, 사실상 활동 휴지가 된다.
- 그 후, 2008년 1월에 개최된『Hello! Project 2008 Winter 〜카시마시 엘더클럽〜』에서《SEXY NIGHT ~忘れられない彼~》를 불렀다.
- 2008년 4월, 아야카가 헬로! 프로젝트를 졸업하였다.
- 2009년 3월 31일, 야구치와 이시카와, 사토다, 사이토가 헬로! 프로젝트를 졸업하였다.

## 멤버
- 야구치 마리 (모닝구무스메。, 리더) - 2009년 3월 31일, 하로프로 졸업.
- 이시카와 리카 (모닝구무스메。) - 2009년 3월 31일, 하로프로 졸업.
- 아야카 (코코넛무스메。) - 2008년 4월 30일, 하로프로 졸업.
- 사토다 마이 (컨트리무스메。) - 2009년 3월 31일, 하로프로 졸업.
- 사이토 히토미 (메론키넨비) - 2009년 3월 31일, 하로프로 졸업.KONICIWA

## 음악

### 싱글
1. SEXY NIGHT ~忘れられない彼~ (2003년 8월 20일)
  - 커플링：ロマン

### 앨범
1. ハロー！プロジェクト スペシャルユニット メガベスト (2008년 12월 10일)

### DVD
1. 싱글V《SEXY NIGHT ~忘れられない彼~》(2003년 8월 20일)